# Oesterreichische Entwicklungsbank
Die Oesterreichische Entwicklungsbank AG (OeEB) wurde 2008 als Entwicklungsbank der Republik Österreich gegründet und handelt im Auftrag der Bundesregierung. Sie finanziert private Investitionsvorhaben in Entwicklungsländern und Schwellenländern, die wirtschaftlich tragfähig und entwicklungspolitisch sinnvoll sind, und trägt so zu nachhaltiger Entwicklung und besseren Lebensbedingungen bei. Dabei ist sie den Zielen der Österreichischen Entwicklungszusammenarbeit (OEZA) verpflichtet.
Die OeEB ist eine 100%-Tochtergesellschaft der Oesterreichischen Kontrollbank AG (OeKB). Ihre gesetzlichen Grundlagen bilden das Ausfuhrförderungsgesetz und das Entwicklungszusammenarbeitsgesetz.

## Services
Auftrag der OeEB ist es, durch die Finanzierung privater Investitionsvorhaben in Entwicklungs- und Schwellenländern zu nachhaltiger wirtschaftlicher Entwicklung beizutragen, um so die Lebensbedingungen vor Ort dauerhaft zu verbessern. Dafür stehen der OeEB vier Instrumente zur Verfügung:

### Investitionsfinanzierung
Die OeEB bietet langfristige Kredite an Finanzintermediäre, Unternehmen und Projektgesellschaften/SPVs („Special Purpose Vehicles“) für Projektfinanzierungen oder Public Private Partnerships (PPPs) an. Kleine Unternehmen in Entwicklungsländern finanziert die OeEB über lokale Finanzintermediäre, welche selbst von kommerziellen Playern keine oder nur kurzfristige Refinanzierungen erhalten. Die OeEB vergibt langfristige Kredite an lokale Banken und andere (Mikro-)Finanzintermediäre mit einem gebundenen Kreditzweck (z. B. Energieeffizienzprojekte, Unterstützung von Mikro-, Klein- und Mittelbetrieben oder Kreditlinien mit Genderfokus).
Diese Investitionsfinanzierungen werden mit Bundeshaftungen des Bundesministeriums für Finanzen gegen politische und wirtschaftliche Risiken abgesichert. Im Gegensatz zu Kommerzbanken stellt die OeEB Finanzierungen nur für Projekte in Entwicklungs- und Schwellenländern gemäß der Development Assistance Committee (DAC) Liste der OECD und damit nur außerhalb der EU bereit. Die Kreditvergabe erfolgt zu marktnahen Konditionen (ohne Zinssubventionen), die sich nach dem Länder- sowie Projektrisiko richten.

### Beteiligungen
Seit dem Jahr 2012 steht der OeEB das Instrument der Beteiligungen zur Verfügung. Treuhändig für das Bundesministerium für Finanzen beteiligt sich die OeEB an Private-Equity-Fonds, wobei sie hier generell als Minderheitseigentümer fungiert und Start-Ups ausschließt. Als Ankerinvestor stellt die OeEB dringend benötigtes Risikokapital bereit, um Wachstumsprozesse in ihren Zielländern zu ermöglichen.

### Business Advisory Services
Für Maßnahmen zur Stärkung der entwicklungspolitischen Wirkung ihrer Projekte hat die OeEB besondere Finanzmittel vorgesehen. Mit diesen sollen in erster Linie Beteiligungen und Investitionsfinanzierungen der OeEB vorbereitet und begleitet werden, z. B. durch Experteneinsätze vor Ort oder Schulungsmaßnahmen bei Kunden. Die OeEB setzt Technical Assistance (TA) Mittel ein.

### African-Austrian SME Investment Facility (AAIF+)
Ziel des Instruments ist es, KMUs aus Österreich oder der Europäischen Union im Aufbau von Unternehmen oder der Entwicklung von Projekten in Afrika oder Least Developed Countries (LDCs) zu unterstützen, um so vor Ort Arbeitsplätze zu schaffen und nachhaltige Entwicklung zu ermöglichen. Die OeEB ist vom Bundesministerium für Finanzen, welches die Mittel für die Fazilität bereitstellt, mit der Umsetzung beauftragt.
Die OeEB beachtet bei all ihren Finanzierungen neben den lokalen Umwelt- und Sozialvorschriften des jeweiligen Landes auch die Einhaltung hoher internationaler Umwelt-, Sozial- und Menschenrechtsstandards. Eine Sektorenausschlussliste definiert jene Geschäftsfelder, die von OeEB-Finanzierungen ausgeschlossen sind.

## Themenschwerpunkte und Strategie
Ihrer Mission folgend zielen alle Projekte der OeEB darauf ab, den Aufbau der Privatwirtschaft in Entwicklungsländern zu fördern und damit einen Beitrag zur Umsetzung der Ziele für nachhaltige Entwicklung (SDGs) zu leisten. Die Strategie „Financing our shared future“ legt den Fokus für die Strategieperiode 2024 bis 2028 auf Green Finance, Mikro-, Klein- und Mittelbetriebe (MKMUs) und finanzielle Inklusion, private Infrastruktur und Industrie sowie Gender Equality.
1. Green Finance: Unterstützung von Projektpartnern bei der Transition zu grünen, kohlenstoffarmen und klimaresilienten Geschäftsmodellen, um zu grünem Wirtschaftswachstum und SDG 13 „Maßnahmen zum Klimaschutz“ beizutragen.
2. MKMU/Finanzielle Inklusion: Stärkung lokaler Finanzmärkte zur Schließung der Finanzierungslücke für Mikro-, Klein- und Mittelbetriebe und Förderung finanzieller Inklusion. Diese Maßnahmen unterstützen SDG 8 „Menschenwürdige Arbeit und Wirtschaftswachstum“ sowie SDG 10 „Ungleichheit verringern“.
3. Infrastruktur & Industrie: Investitionen in private wirtschaftliche Infrastruktur und Unterstützung von industriellen Unternehmen, um zu SDG 9 „Industrie, Innovation und Infrastruktur“ beizutragen.
4. Gender Equality: Förderung der Gleichstellung der Geschlechter und Stärkung der wirtschaftlichen Teilhabe von Frauen, was zur Erreichung von SDG 5 „Geschlechtergleichheit“ beiträgt.

### Maßnahmen zum Klimaschutz
Die OeEB bekennt sich zum internationalen Klimaziel der Vereinten Nationen und zum Paris Alignment. Neben einem ambitionierten Ziel im Bereich Klimafinanzierung unterstützt sie auch ihre Kunden in der Transition zu einer grünen und kohlenstoffarmen Wirtschaftsweise.

### Andere Themen und geografische Ausrichtung
Über die definierten Schwerpunkte hinaus, kann die OeEB im begrenzten Umfang auch in Projekte investieren, wenn sie einen hohen entwicklungspolitischen Mehrwert aufweisen. Weiters verfolgt die OeEB einen breiten geografischen Ansatz und plant, ihr Engagement besonders in Afrika und den am wenigsten entwickelten Ländern (LDCs) auszubauen.

### Messung von Entwicklungseffekten
Die OeEB misst die entwicklungspolitischen Effekte ihrer Arbeit und veröffentlicht diese jährlich in ihrem Impact Report. Dazu setzt die OeEB auf Projektebene das Development Effectiveness Rating Tool (DERa), das von der Deutschen Investitions- und Entwicklungsgesellschaft mbH (DEG) in angepasster Form übernommen wurde, ein. Auf Portfolioebene wird ein umfassendes Results-Framework geführt, welches den Fortschritt der in der Strategie festgelegten Ziele misst.

## OeEB als Mitglied der European Development Finance Institutions (EDFI)
Die OeEB ist seit ihrer Gründung 2008 Mitglied des Verbandes der europäischen Entwicklungsgesellschaften (European Development Finance Institutions – EDFI). Dem Verband gehören 15 europäische bilaterale Entwicklungsfinanzierungsinstitutionen an, die von ihren jeweiligen Regierungen damit beauftragt sind, durch die Finanzierung von Privatsektor-Projekten in Entwicklungs- und Schwellenländern zur Erreichung der globalen Entwicklungsziele beizutragen, indem sie Arbeitsplätze schaffen, das Wachstum ankurbeln und Armut und den Klimawandel bekämpfen.